# Holger Hydén
Viktor Holger Hydén, född den 31 januari 1917 i Stockholm, död den 8 juni 2000 i Göteborg, var en svensk histolog. Han var son till Viktor Hydén.

## Biografi
Hydén blev medicine doktor på avhandlingen Proteinmetabolism i nervcellen under tillväxt och funktion i Stockholm 1943 och samma år docent i histologi vid Karolinska institutet. Han arbetade där med medicinsk cellforskning 1946–1949. Han var därefter professor i histologi i Göteborg 1949–1983. Under denna tid var han prorektor vid Göteborgs universitet 1954–1957 och tillförordnad rektor 1957. Hydén studerade de kemiska processerna i nervsystemet bakom minnesmekanismerna och var en förgrundsgestalt inom neurokemi. Han införde ny teknik för studier av nervceller på molekylär nivå i en tid då molekylärbiologi fortfarande var ett obearbetat område. Hydén vilar på Östra kyrkogården i Göteborg.